# Bijou Phillips
Bijou Lilly Phillips (* 1. dubna 1980, Greenwich, Connecticut, USA) je americká herečka, modelka a zpěvačka.
Pochází z umělecké rodiny, její otcem je John Phillips, který pracoval jako hudební skladatel, její matka jihoafrická herečka zpěvačka Geneviéve Waïte, jejím kmotrem se stal rodinný přítel Andy Warhol.
Již ve 13 letech odstartovala svoji profesionální a uměleckou dráhu nejprve jako modelka, posléze začala působit i jako zpěvačka a herečka. V roce 1999 zahájila svoji filmovou kariéru ve snímku Černá a bílá, o rok později ve filmu Na pokraji slávy. Následovaly další známé filmy jako např. Šikana (2001), Dveře v podlaze (2004), Spoušť (2005). V Čechách se stala známou kvůli svému účinkování ve snímku Hostel II, který se natáčel v Praze.

## Diskografie
- When I Hated Him (Don't Tell Me) singl (1999)
- I'd Rather Eat Glass (1999)[2]